# Ferruccio Busoni
Ferruccio Dante Michelangelo Benvenuto Busoni (Empoli, bij Florence, 1 april 1866 – Berlijn, 27 juli 1924) was een Italiaans componist, muziekfilosoof, schrijver over muziek, pianist en muziekpedagoog.

## Biografie
Busoni was een wonderkind. Zijn vader was de Italiaanse klarinet-virtuoos Ferdinando Busoni en zijn moeder de Duitse pianiste Anna Weiss. Hij kreeg al vroeg pianoles van zijn moeder, maar was in menig opzicht autodidact omdat hij nooit van een 'erkend' grootmeester pianoles heeft gehad.
Op zevenjarige leeftijd trad hij in Triëst voor het eerst op in het openbaar. Vanaf zijn elfde jaar studeerde hij aan het conservatorium in Wenen, dankzij de steun van de uitgeefster Giovannina Lucca en van barones Todesco, die hem een maandgeld verleenden. Toen de familie in Graz woonde volgde Busoni enige tijd lessen in compositie en muziektheorie bij Wilhelm Mayer die daar woonde. In de jaren daarop ontwikkelde hij zich tot een voortreffelijk concertpianist. Toen hij vijftien was werd hij toegelaten als lid van de Accademia Filharmonica in Bologna, waarmee hij de jongste was sinds Mozart aan wie deze eer te beurt viel.
Daarna vertrok hij naar Leipzig, waar hij werkzaam was bij de muziekuitgeverijen Peters en Breitkopf & Härtel en een paar compositielessen volgde bij Frederick Delius. Toen hij 22 was werd hij  benoemd tot pianoleraar aan het conservatorium van Helsinki.
Vanaf 1888 verlegde hij zijn werkterrein naar Moskou en Boston, waar hij ook als docent werkte. In 1894 werd zijn hoofdverblijfplaats Berlijn, waar hij bleef werken tot 1913 met een onderbreking in 1907 en 1908, toen hij een meesterklasse leidde in Wenen aan het conservatorium, maar gaf ondertussen ook cursussen te Weimar en Bazel. Hij organiseerde daar, tot groot onbegrip van het publiek en de pers, concerten van moderne muziek
In 1913 werd hij directeur van het conservatorium van Bologna, het Liceo Musicale. Van 1915 tot 1920 werkte hij in Zürich en ten slotte weer in Berlijn als leider van de meesterklasse voor compositie
In zijn leven wendde Busoni zich geleidelijk af van het bestaan als pianist om zich langzamerhand aan de compositie te wijden. Zijn belangrijkste werken ontstonden in het tweede gedeelte van zijn leven. Als componist van onder meer opera's, piano- en orkestwerken was hij ook succesvol, evenals met zijn werk Ontwerp van een nieuwe esthetiek van de toonkunst (1907), dat veel componisten beïnvloedde, onder wie Arnold Schönberg, Luigi Dallapiccola en Alois Hába. Zijn bekendste leerling was Kurt Weill.
Een van zijn belangrijkste werken is de onvoltooide opera Doktor Faust waaraan hij van 1916 tot zijn dood in 1924 werkte en die voltooid werd door Philipp Jarnach. Het werk ging in 1925 in première te Dresden.
Busoni wordt algemeen beschouwd als een van de grootste pianisten die ooit geleefd hebben. Zijn talrijke bewerkingen en herzieningen van het werk van andere meesters (met name zijn Bach-bewerkingen) en zijn theoretische geschriften geven daar een idee van.

## Zienswijze
Zijn ideaal op piano-gebied, dat wel eens omschreven wordt als neoclassicisme, was gericht op de verwezenlijking van een nieuwe stijl die al de verworvenheden van het verleden zou benutten, maar tevens de grootste vrijheid in de vertolking naast de meest olympische sereniteit zou betrachten. Uit zijn verlangen naar vrijheid groeide zijn roeping als voorloper zowel van de expressionistische muziek, met een absolute afwijzing van het 'métier' op zichzelf, als van de dodecafonie, met zijn diepe hartstocht voor de wetenschap van het contrapunt. Zijn reactie tegen het Wagnerisme en de programmamuziek opende de weg tot het lineaire contrapunt, die door Stravinsky, Hindemith, David en Casella werd gevolgd.
In zijn veelvuldige productie bekleden de werken voor het gezongen toneel een belangrijke plaats. Slechts weinige werden voltooid. Busoni trachtte vooral de grenzen en de rol van de muziek te bepalen in verband met een dramatische tekst: hij zocht naar een specifieke en 'pure' stijl, die het woord niet moest verklaren of commentariëren, maar het vervangen, zodat een zuiver muzikale, volkomen nieuwe, vormgeving moest ontstaan.

## Pianoconcert in C (1904)
Een uniek werk binnen het oeuvre van Busoni is het pianoconcert in C uit 1904. Het wordt tegenwoordig vrijwel nooit meer uitgevoerd. De belangrijkste reden is de lengte van het stuk: met zijn ruim 70 minuten is dit het langste pianoconcert uit de muziekgeschiedenis. Verder is de bezetting problematisch: in de finale wordt een mannenkoor toegevoegd en in meer of mindere mate is de hoge graad van technische vaardigheden die het van de pianist verlangt een behoorlijke drempel.
Het stuk is een symfonie, een koorwerk en een pianoconcert in een en bestaat uit vijf delen: delen 1 (Prologo e Introito), 3 (Pezzo serioso) en 5 (Cantico) vertegenwoordigen de Grieks-Romeinse, Egyptische en Babylonische architectuur en de delen 2 (Pezzo giocoso) en 4 (All’ Italiana) vertegenwoordigen de fantasie/sprookjeswereld en de natuur, die op zichzelf ook weer onder te verdelen zijn in verschillende gedeeltes. Het werk is een ode aan de oude klassieke beschavingen, de droomwereld en de natuur. De tekst in het laatste gedeelte, gezongen door het mannenkoor, is een mystieke hymne in het Duits van de Deense dichter Adam Oehlenschläger: Hebt zu der ewigen Kraft Eure Herzen (Hef je hart op naar de Eeuwige Almachtige / Trek je tot Allah).
Het werk stamt uit het midden van Busoni’s carrière toen hij woonde en werkte in Berlijn.

## Werken
Opera's
- Turandot (1906)
- Die Brautwahl (Hamburg, 1912)

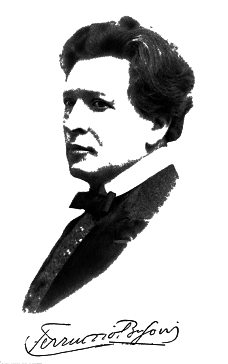

- Arlecchino oder die Fenster (Zürich, 1918)
- Doktor Faust (Dresden, 1925)

Werken voor piano (selectie)
- Berceuse élégiaque, later georkestreerd en rond 1989 bewerkt door John Adams
- Fantasia Contrapuntistica (1910)
- 6 Sonatines (1910-1921)
- Indianisches Tagebuch (1915)
- Toccata Preludio, Fantasia, Ciaccona (1921)
- Klavierübung (1917-1925)
Overige werken
- Orkestwerken, waaronder een: pianoconcert, vioolconcert, klarinetconcert en fluitconcert
- Kamermuziek
- Vocale werken
- Bewerkingen
- Essays